# Ovenna desiccata
Ovenna desiccata là một loài bướm đêm thuộc phân họ Arctiinae, họ Erebidae.